# Exocentrus pubescens
Exocentrus pubescens là một loài bọ cánh cứng trong họ Cerambycidae.